# 滨河加列戈斯
滨河加列戈斯（西班牙語：Gallegos del Río）是西班牙卡斯蒂利亚-莱昂萨莫拉省的一个市镇。 总面积78平方公里，总人口801人（2001年），人口密度10人/平方公里。